# Arnold Bax
Arnold Bax (London, 1883. november 8. – Cork, 1953. október 3.) angol zeneszerző, úgynevezett neoromantikus stílusban alkotott a két világháború között.  Művészetére a kelta világ, Írország és Skócia történelme, természete hatott. 

## Élete
Londonban született. 1900-tól a Királyi Zeneakadémián tanult zongoraművészetet.  1909-ben egy szimfonikus költeményt szerzett The Fäery Hills címen az ír költészet és a kelta újjáéledés (Celtic Revival)  szellemiségének hatása alatt. Egy oroszországi utat követően Írországban kezdett el Dermont O'Brien álnéven novellákat és költeményeket kiadni. Jelentős zeneszerzővé 1916–1917-ben vált, amikor elkészítette The Garden of Fand, Tintagel és a November Woods című  szimfonikus költeményeit. Egy balettet is írt The Truth About the Russian Dancers címmel, majd 1921 és 1939 között hét szimfóniát szerzett, amelyeket többek között John Irelandnek és Jean Sibeliusnak ajánlott. Készültek zongora- és kamaradarabjai, illetve egy brácsára és hárfára írt szonátája (1928). 1937-ben lovaggá ütötték, 1941-től pedig elnyerte a brit udvar „koszorús zeneszerzője” (Master of the King's Music) címet. 1953-ban hunyt el, nem sokkal a 70. születésnapja előtt.

## Hangfelvételek
- F-major szimfónia,  – Youtube.com, Közzététel: 2014. nov. 6.
- Hegedű concerto,  – Youtube.com, Közzététel: 2014. aug. 27.
- Egy legenda,  – Youtube.com, Közzététel: 2010. aug. 6.
- From Dusk Till Dawn,  – Youtube.com, Közzététel: 2011. márc. 19.
- Tintagel,  – Youtube.com, Közzététel: 2015. aug. 13.
- Novemberi erdő,  – Youtube.com, Közzététel: 2012. dec. 25.
- 1. szimfónia,  – Youtube.com, Közzététel: 2012. febr. 24.
- 2. szimfónia,  – Youtube.com, Közzététel: 2016. jan. 10.
- 3. szimfónia,  – Youtube.com, Közzététel: 2018. nov. 28.
- 4. szimfónia,  – Youtube.com, Közzététel: 2016. jan. 11.
- 5. szimfónia,  – Youtube.com, Közzététel: 2013. nov. 18.
- 6. szimfónia,  – Youtube.com, Közzététel: 2016. jan. 6.
- 7. szimfónia,  – Youtube.com, Közzététel: 2016. jan. 11.

## Kották
- Bax, Arnold. International Music Score Library Project. (Hozzáférés: 2019. május 17.)